# Castelló (Lladurs)
Castelló, antigament dita Castellonet, és una masia, actualment enrunada, del poble dels Torrents, al municipi de Lladurs, la comarca del Solsonès. Situada a l'extrem sud-oriental de la carena de la Serra de Castelló, cap al nord s'albira la vall de la Rasa de Torrenteller, cap al sud la vall de la Rasa de la Salada Vella i cap a levant, la vall del Cardener. Adjunta a la façana sud-oriental de la masia hi ha les restes de la capella de Sant Esteve de Castellonet i a una cinquantena de metres cap al sud-est les escasses restes de l'ermita de Sant Joan de Castellonet.